# Lou Creekmur
Lou Creekmur (Hopelawn, 22 gennaio 1927 – 5 luglio 2009) è stato un giocatore di football americano statunitense, indotto nella Pro Football Hall of Fame nel 1996.

## Carriera
Lou Creekmur iniziò a giocare a football ad alto livello al College di William e Mary e venne scelto nel 26º giro del Draft NFL 1948 dai Philadelphia Eagles.
La sua carriera professionistica iniziò però due anni più tardi, nel 1950, quando venne messo sotto contratto dai Detroit Lions, con i quali avrebbe disputato tutte le 10 stagioni della sua carriera. Utilizzato inizialmente come offensive guard, venne successivamente spostato nel ruolo di offensive tackle, anche se occasionalmente ritornò al suo ruolo iniziale e, in condizioni di emergenza, venne a volte impiegato anche come uomo di linea offensiva.
Nonostante la carenza dell'attrezzatura protettiva, ed in particolare dei caschi, utilizzata all'epoca lo abbia portato a subire ben 13 fratture del setto nasale, Lou Creekmur è ricordato per non aver saltato una sola partita in tutti i dieci anni della sua carriera professionistica.

## Palmarès

### Franchigia
3
Detroit Lions: 1952, 1953, 1957

### Individuale
- Convocazioni al Pro Bowl

1950, 1951, 1952, 1953, 1954, 1955, 1956, 1957
- First-team All-Pro: 7

1951, 1952, 1953, 1954, 1955, 1956, 1957
- Pro Football Hall of Fame (classe del 1996)